# Asterkokermot
De asterkokermot (Coleophora asteris) is een vlinder uit de familie kokermotten (Coleophoridae). De wetenschappelijke naam is voor het eerst geldig gepubliceerd in 1864 door Muhlig.
De soort komt voor in Europa.